# Менглет Майя Георгіївна
Майя Георгіївна Менглет (8 серпня 1935, Москва, СРСР — 19 січня 2023, Мельбурн, Австралія) — радянська і російська акторка театру і кіно, заслужена артистка РРФСР (1984).

## Біографія
Народилася 8 серпня 1935 року у Москві у родині актора Георгія Менглета (1912—2001) та Валентини Корольової. У 1953 році Майя вступила до Школи-студії МХАТ, на курс Василя Топоркова. Була акторкою Театру імені К. С. Станіславського, де грала на сцені 43 роки.
Виконавиця головної ролі у фільмі 1950-х років «Справа була в Пенькові».
Після смерті головного режисера Віталія Ланського у 1997 році в театрі відбулися значні зміни. Майя Менглет із чоловіком переїхала до синів до Австралії. В останні роки разом із чоловіком грала у монреальському Російському драматичному театрі ім. Л. В. Варпаховського, організованому Ганною Варпаховською та Григорієм Зіскіним. З театром вони гастролювали багатьма містами США та Канади. Крім цього, Майя Менглет працювала у виставах російської антрепризи Михайла Козакова.
Попри еміграцію, Майя Менглет та її чоловік Леонід Сатановський залишалися громадянами Росії та періодично приїжджали до Москви.
Померла 19 січня 2023 на 88-му році життя в австралійському Мельбурні.

### Особисте життя
У березні 1953 року одружилася зі Станіславом Коренєвим. Вони познайомилися ще в ранньому дитинстві. До 1938 року він жив у Воронежі, потім його батьки — Георгій Михайлович Коренєв, випускник інженерно-будівельного інституту, і Магдалина В'ячеславівна (до шлюбу Веретенникова) переїхали до Москви. Шлюб був недовгим. Незабаром після вступу до Школи-студії МХАТ Майя одружилася з актором Леонідом Сатановським, з яким прожила у шлюбі понад 60 років до його смерті у 2015 році.
У 1978 році старший син Олексій від першого шлюбу, який на той час закінчував ГІТІС і мав непогані перспективи роботи в Театрі імені Володимира Маяковського, вирішив виїхати за кордон. Причиною цього стало кохання до німкені із Західної Німеччини, яка навчалася у Московському університеті. Два роки вони прожили у Німеччині, а потім перебралися до Австралії.
Молодший син Дмитро — хімік, доктор наук; у 1990-ті роки емігрував за старшим братом до Австралії.

## Фільмографія
- 1943 — Лермонтов — епізод
- 1957 — Справа була у Пенькові — Антоніна Андріївна Глечикова
- 1958 — Матрос з «Комети» — Шура
- 1959 — Виправленому вірити — Зоя Левченко
- 1960 — Додому — Саша
- 1961 — Оленка — Ліда, дружина Степана
- 1967 — Місця тут тихі — дівчина на танцях у клубі
- 1969 — Викрадення — артистка Менглет
- 1971 — Алло, Варшаво! — Зося, співачка
- 1972 — Юлька — Наталія Миколаївна, мати Юльки
- 1974 — Великий атракціон — Марина Логінова
- 1980 — Атланти і каріатиди — Ніна Іванівна, архітекторка, дружина Макаєда
- 1984 — Шанс — Ванда Казимирівна Савич, директорка крамниці
- 1990 — Жіночий день — мати Ірини
- 1991 — Зустрінемося на Таїті — дружина Надоленка
- 1994 — Пацюковий похорон за Бремом Стокером — мадам Рено
- 1995 — На розі, у Патріарших — Софа, дружина Михайла Абрамовича

## Телевистави
- 1978 — Одруження Белугіна (фільм-вистава Московського драматичного театру імені К. С. Станіславського) — Олена Василівна Карміна
- 1979 — Повість про одне кохання (фільм-вистава Московського драматичного театру імені К. С. Станіславського) — Віра Олександрівна Наумова, мати Каті
- 1984 — Осіне гніздо (фільм-вистава Московського драматичного театру імені К. С. Станіславського) — Анета Дудуляну